# Gnome-Rhône Mistral Major
«Гном-Рон 14K Містраль Мейджер» (фр. Gnome et Rhône 14K Mistral Major) — 38,673-літровий, поршневий 14-ти циліндровий, дворядний радіальний авіаційний двигун з повітряним охолодженням виробництва французької компанії Gnome et Rhône. Основна продукція цієї компанії до Другої світової війни, він перетворився на дуже затребуваний в авіаційній промисловості того часу. Отримав ліцензійне виробництво по всій Європі та Японії. Було виготовлено тисячі двигунів «Містраль Мейджер», які використовувалися на різноманітних літаках. Водночас, недостатня надійність спричинила заміну його наступною модифікацією двигуна — «Гном-Рон 14N Містраль Мейджер», а пізніше «Гном-Рон 14R Містраль Мейджер». СРСР придбав ліцензію на цей двигун і випускав його як М-85 на заводі № 29 у Запоріжжі.

## Застосування
- Amiot 143
- Aero A.102
- Bloch MB.200
- Bloch MB.210
- Breguet 274
- Breguet 460
- Breguet 462
- Breguet 470
- Breguet 521
- Breguet 670
- Dewoitine D.371
- Dornier Do 17K
- Farman F.222
- Loire 46 C1
- Makhonine Mak-101
- PZL P.24
- PZL.43
- Potez 501
- Potez 506
- Potez 62
- Potez 651

### Літаки, оснащені модифікаціями двигуна Gnome-Rhône 14K
- Aero A.102
- Breda Ba.65
- Breda Ba.88
- CANT Z.1007
- CANT Z.1011
- Caproni Ca.135
- Caproni Ca.161
- Heinkel He 70
- IAR 37
- IAR 80
- ДБ-3
- MÁVAG Héja
- Reggiane Re.2000
- Saab 17
- Savoia-Marchetti SM.79 Sparviero
- Savoia-Marchetti SM.84
- Су-2
- Weiss Manfréd WM-21 Sólyom
- Weiss Manfréd WM-23 Ezüst Nyíl